# Palácio de Desportos de Alkmaar
O Palácio de Desportos de Alkmaar (em neerlandês: Sportpaleis Alkmaar) é um velódromo e polidesportivo coberto em Alkmaar, uma localidade dos Países Baixos. O velódromo original, foi construído em 1964 e está feito de betão, sendo renovado em 2003. A pista de betão foi substituída por uma pista de madeira e agora se encontra numa sala completamente coberta. A pista de ciclismo é de 250 m (820 pés) de longo e 6,5 m (21 pés) de largo. A pendente máxima é de 42 °. A pista rodeia um campo de desportos debaixo de um teto multi-funcional. A sala tem uma capacidade para 4 750 espectadores.